# Уттинг-ам-Аммерзе
Уттинг-ам-Аммерзе (нем. Utting am Ammersee) — община в Германии, в земле Бавария.
Подчиняется административному округу Верхняя Бавария. Входит в состав района Ландсберг-на-Лехе. Население составляет 4355 человек (на 31 декабря 2010 года). Занимает площадь 19,03 км².

## История
Во время Второй Мировой войны в окрестностях Уттинга находился один из подлагерей Дахау.

## Население
По оценке на 31 декабря 2015 года население общины Уттинг-ам-Аммерзе составляет 4562 чел. 

| Дата      | 1840 | 1871 | 1900 | 1925 | 1939 | 1950 | 1961 | 1970 | 1987 | 2011 |
| --------- | ---- | ---- | ---- | ---- | ---- | ---- | ---- | ---- | ---- | ---- |
| Население | 747  | 771  | 995  | 1519 | 1351 | 2882 | 2589 | 2652 | 2933 | 4345 |

| Год       | 1960 | 1970 | 1980 | 1990 | 2000 | 2009 | 2010 | 2011 | 2012 | 2013 | 2014 | 2015 |
| --------- | ---- | ---- | ---- | ---- | ---- | ---- | ---- | ---- | ---- | ---- | ---- | ---- |
| Население | 2542 | 2655 | 2668 | 3275 | 3833 | 4318 | 4355 | 4342 | 4368 | 4401 | 4469 | 4562 |